# Maldane arctica
Maldane arctica är en ringmaskart som beskrevs av Detinova 1985. Maldane arctica ingår i släktet Maldane och familjen Maldanidae. Arten har ej påträffats i Sverige. Inga underarter finns listade i Catalogue of Life.